# Molí de l'Aiguet
El Molí de l'Aiguet és una obra de Sant Martí de Riucorb (Urgell) inclosa a l'Inventari del Patrimoni Arquitectònic de Catalunya.
És un molí de grans dimensions i de possible factura del segle XVI-XVII. Tan sols conserva dues parets en peu, les finestres i porta són de pedra treballada i amb grans carreus plans per llindes.
Sembla que fou enderrocat per la riuada de Sant Lluc de principis de segle xx. Es troba documentat al segle xiv, tot i que les restes conservades semblen ser posteriors.